# Eria baniae
Eria baniae là một loài thực vật có hoa trong họ Lan. Loài này được Bajrach., L.R.Shakya & Chettri mô tả khoa học đầu tiên năm 2002.